# 查爾斯·普羅透斯·斯泰因梅茨

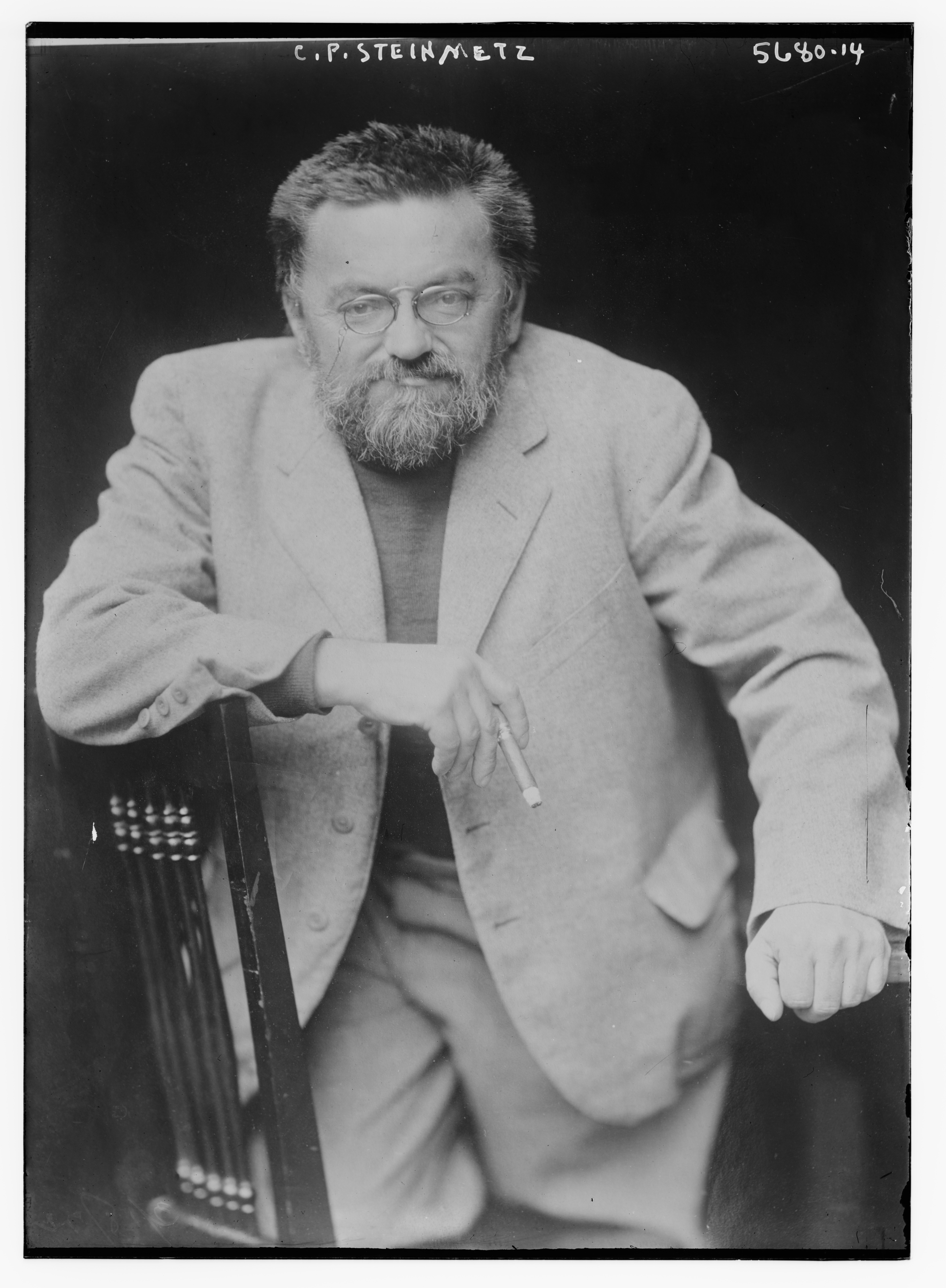
查爾斯·普羅透斯·斯泰因梅茨，攝於1900年。

查爾斯·普羅透斯·斯泰因梅茨（英語：Charles Proteus Steinmetz，德語原名：Karl August Rudolph Steinmetz，1865年4月9日—1923年10月26日），是一位德國裔美國數學家、電機工程師與學者。

## 生平
他促成了交流電技術的發展，使電力產業得以在美國擴張。他也在對於遲滯現象的理解上有突破性的發現，使工程師得以設計出更好的異步電動機，尤其是產業用電機設施。

## 家庭與個人生活
為了避免將侏儒症傳遞給下一代，熱愛小孩與家庭的斯泰因梅茨終身未婚，但在一位實驗室助理即將成婚並尋找住家時提議將自宅開放與其家庭共用；在孩子相繼出生後，他收養了其中一位，并經常為他們述說精彩的故事或演示壯觀的科學現象，直至他過世為止。
此外，他終身是個不可知論者。

## 紀念

### 獎項
- 電機電子工程師學會查爾斯·普羅透斯·斯泰因梅茨獎[5]